# Csuszovoji önkormányzati járás

A Csuszovoji járás a Permi határterületen

A Csuszovoji járás (oroszul Чусовской район) Oroszország egyik járása a Permi határterületen. Székhelye Csuszovoj.

## Népesség
- 2002-ben 74 500 lakosa volt, melynek 90,4%-a orosz, 5%-a tatár nemzetiségű.
- 2010-ben 71 187 lakosa volt, melyből 64 296 orosz, 2 954 tatár, 420 ukrán, 365 komi, 249 baskír, 211 udmurt, 187 fehérorosz, 113 német, 106 azeri stb.